# Stadtkirche St. Maria Magdalena (Leutenberg)

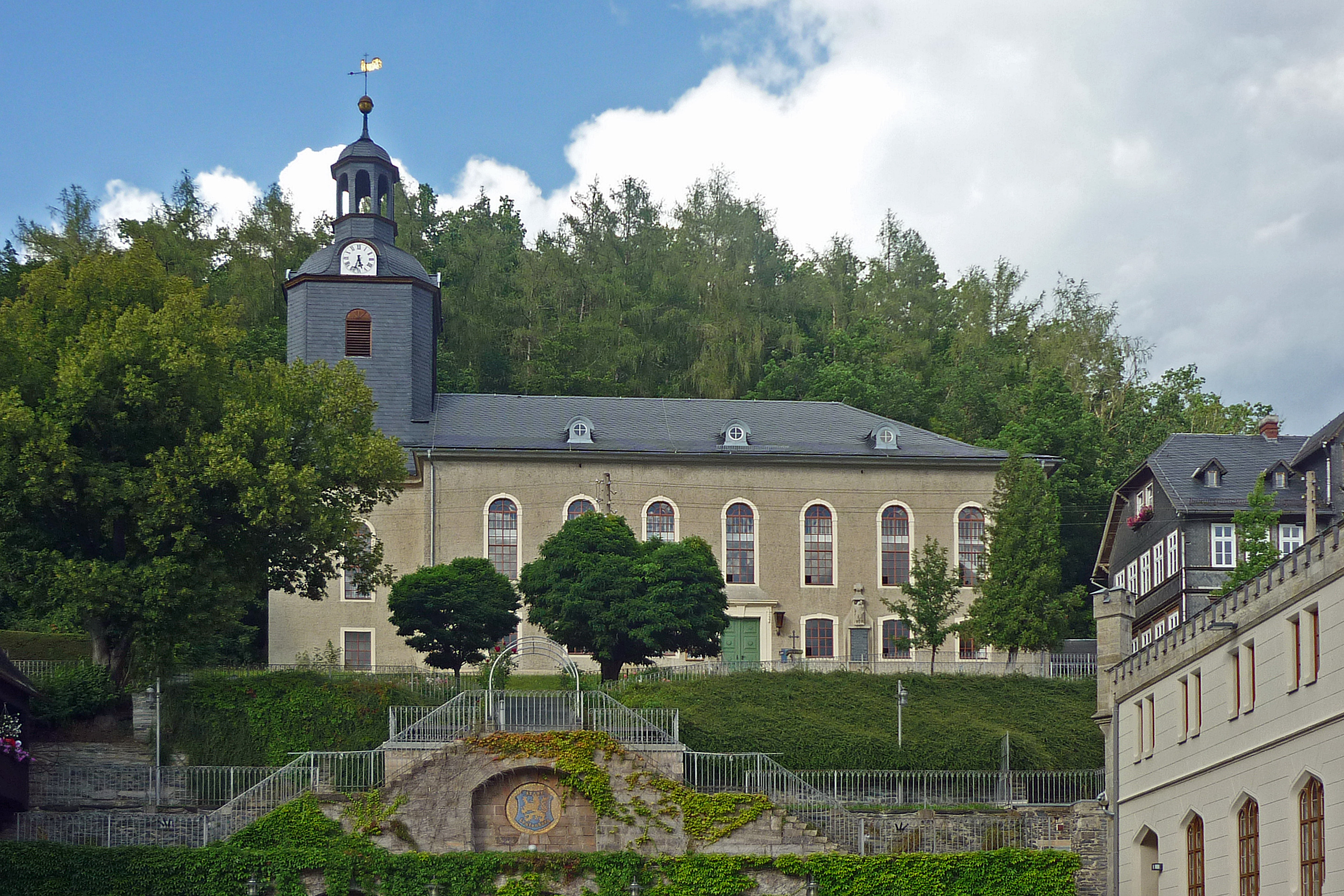
Stadtkirche St. Maria Magdalena

Die evangelisch-lutherische Stadtkirche St. Maria Magdalena steht oberhalb des Marktes in Leutenberg, eine Landstadt im Landkreis Saalfeld-Rudolstadt in Thüringen. Die Kirchengemeinde Leutenberg gehört zur Pfarrei Leutenberg im Kirchenkreis Rudolstadt-Saalfeld der Evangelischen Kirche in Mitteldeutschland.

## Beschreibung
Die Kirche wurde 1812 bis 1815 nach einem Stadtbrand erbaut. Die rechteckige Saalkirche hat im Westen den Kirchturm. Der nach Westen orientierte Innenraum hat zweigeschossige Emporen. Er ist mit einer Flachdecke überspannt. Zur Kirchenausstattung gehört ein schlichter Kanzelaltar aus der Bauzeit. Eine geschnitzte Figur, um 1510/12 entstanden, zeigt Christus in der Rast. Sie wird dem Saalfelder Hans Gottwalt von Lohr zugeschrieben.
Die Orgel mit 25 Registern, verteilt auf 3 Manuale und Pedal, wurde 1885 von den Karl Friedrich Peternell gebaut, 1895 von Oskar Ladegast umgebaut und 1980 von Orgelbau Schönefeld restauriert.